# Піскун Валентина Миколаївна
Піскун Валентина Миколаївна (нар. 31 березня 1957, Батурин Бахмацький район Чернігівської області) — дослідниця питань охорони та використання культурної спадщини в Україні, української еміграції 20-х рр. ХХ ст.

## Біографія
У 1974—1975 працювала у Батуринському будинку піонерів та школярів. В 1975 році вступила на історичний факультет Київського державного університету імені Тараса Шевченка. Свою кар'єру розпочало в 1981 році в Сумському державному педагогічному інституті імені Макаренка де пропрацювала до 1992 року. З 1992 — молодий науковий співробітник згодом завідувач сектором, а з 2000 заступник директора Центру українознавства Київського національного університету. В 1995 році захистила кандидатську дисертацію на тему: «Проблеми охорони та використання культурної спадщини в Україні (сер. 70 — поч. 90 — х рр. ХХ ст.)» під керівництвом доктора історичних наук, професора Є. М. Скляренка в Інституті історії України НАН України. У 2007 році в Київському національному університеті ім. Тараса Шевченка захистила докторську дисертацію з теми: «Українська політична еміграція 20-х років ХХ ст.» Авторка понад 170 наукових праць.

## Науковий доробок
- Зміновіхівство як засіб формування більшовицько-радянського типу людини // Антропоцентризм і віталізм: сучасний синтез. — Луцьк, 2000 (у співавт.).
- Симон Петлюра: відхід і повернення // Українознавство — 2001. — К., 2000. — С. 154—157.
- Найбільша його любов — українська історія (до 70-річчя Любомира Винара) // Українознавство — 2002. — К., 2001.
- Українська національна ідея в контексті візії «і де я ?»//Українознавство — 2002. — К., 2001. — С. 234—237.
- Більшовицький уряд УСРР у боротьбі з українською політичною еміграцією в Польщі (поч. 20-х рр. ХХ ст.): загальні тенденції // Україна і Польща — стратегічне партнерство на зламі тисячоліть. Історія, Сьогодення, Майбутня перспектива. — Ч. І. — К., 2001.
- Повернення Михайла Грушевського в Україну як зваба більшовизмом і надія на дії // Михайло Грушевський — науковець і політик у контексті сучасності. — К., 2002.
- Степан Рудницький: між наукою й політикою // Україна просторова в концепційному окресленні СтепанаРудницького. Моноґрафія. — К., 2003. — С. 24–32 (у співавт.).
- До питання про формування ідеологічної бази української політичної еміграції 20-х років ХХ ст.: особистості, чинники // Історія української науки на межі тисячоліть. Вип. 14. — К., 2004.
- Діяльність українських політичних емігрантів у міжнародних громадських організаціях //Вісник Київського національного ун-ту імені Тараса Шевченка. Українознавство. — 2004. — № 8.
- Формування світоглядно-правових засад понять «громадянство» і «Батьківщина» в українського соціуму (рефлексії Української революції 1917—1921 рр.)// Український соціум. — К., 2005. Та багато інших.
- Заборонити рашизм / В. Огнев'юк, В. Андрєєв, В. Брехуненко, М.  Відейко, Б.  Гуменюк, І.  Гирич, Л.  Масенко, Ю.  Митрофаненко, В. Огризко, О. Палій, В. Піскун, П. Полянський, В. Сергійчук, П. Чернега ; за заг. ред. В. Піскун. — К. : Київ. ун-т ім. Б. Грінченка, 2023. — 252 с.